# Hjalmar Borgstrøm
Hjalmar Borgstrøm, tot 1887 Hjalmar Jensen geheten (Oslo, 23 maart 1864 – aldaar 5 juli 1925), was een Noors componist en muziekcriticus. Hij is de vader van Carl Hjalmar Borgstrøm. Tot zijn belangrijkste werk worden vijf symfonische gedichten gerekend (met name Tanken) die zijn geschreven in laat romantisch idioom.

## Biografie
Borgstrøm (eigenlijk nog Jensen) werd geboren in een familie die in de handel zat. Zijn vader Carl Christian Jensen was ambtenaar voor export, zijn moeder was Georgine Borgstrøm; in 1889 verwierf hij de wettelijke toestemming om de naam van zijn moeder te voeren, omdat er al een componist bestond met de naam Hjalmar Jensen. De ouders waren amateurmusici en Borgstrøm liet al vroeg talent voor muziek zien.
Hij kreeg pianolessen van Martin Ursin en vioollessen van Fredrik Ursin. Hij werd in 1879 vooral geïnspireerd door Johan Selmers Scène funèbre; sindsdien hield hij zich vooral bezig met programmamuziek. Voor muziektheorie en compositie kreeg hij onderricht van drie bekenden in de Noorse klassieke muziek: Johan Svendsen (1881-1883), Ludvig Mathias Lindeman (rond 1883) en Ole Olsen (1883-1887). Uit die tijd dateert een aantal composities, waaronder een Ridderpolka (voor piano), een Noorse mars (uitgevoerd op 6 maart 1888), een polonaise (opgedragen aan Westye Egebert) en een Romance (opgedragen aan Christina Lyche). In maart 1889 ging in Oslo zijn cantate Hvæm er du med de tusene navne in première, die goed werd ontvangen.
Na zijn opleiding in Noorwegen trok Borgstrøm Europa in en kreeg op grond van een studiebeurs verdere lessen in Berlijn, Leipzig, Londen en Parijs. Al had hij heimwee, Duitsland bleef trekken. In de dertien jaar die volgden verbleef hij in Berlijn en Leipzig. In deze tijd organiseerde hij een serie 'soirees' (avondbijeenkomsten) en vond zijn stijl definitief een eigen richting; hij schreef liederen, pianostukken en kamermuziek. Hij maakte in Leipzig opnieuw kennis met Ferruccio Busoni.
Tijdens zijn bezoek in Berlijn van 1890 (evenals van 1907 tot 1913) was hij ernaast correspondent voor Verdens Gang, een gerenommeerde krant uit Oslo. Vanaf 1913 kreeg hij een vaste rubriek in Aftenposten als gerenommeerd muziekcriticus. Van zijn hand kwamen enige boekwerkjes met pianomuziek.
Zijn leven als componist kwam niet echt van de grond. Zijn opera's Thora paa Rimol en Der Fischer moesten tot 2002 respectievelijk 2003 wachten op uitvoering. Rond 1903 kwam er succes in eigen land. Zijn symfonisch gedicht Hamlet kreeg goede kritieken in Noorwegen, mede door de uitvoering van Amalie Müller, die een jaar later zijn vrouw werd. Er verscheen een aantal symfonische gedichten achter elkaar van zijn hand. Zij zijn overwegend behoudend van karakter, hij beschouwde Richard Wagner als een van zijn voorbeelden. In die tijd verschenen ook de eerste recensies van zijn hand. Zijn hoogtepunt werd zijn Vioolconcert. In 1913 overleed zijn muze Amalie en die klap kwam Borgstrøm niet meer te boven.

## Werk
Zijn oeuvre is niet groot:
Opuslijst:
- opus 1: Polka-caprice voor piano
- opus 2: Tre sange met piano-akkompagnement
- opus 3: Seks klaverstykker
- opus 4: Hvæm er du med de tusene navne
- opus 5: Symfonie nr. 1
- opus 6: Strijkkwartet
- opus 7: Thora på Rimol
- opus 8: Fünf Gedichte aus "Buch der Liebe"
- opus 9: Fiskeren (ders.)
- opus 10: Drei Klavierstücke
- opus 11: Fünf Lieder für eine Mittelstimme mit Klavierbegleitung
- opus 12: Romanze in E-dur
- opus 13: Hamlet
- opus 14: Jesus i Gethsemane
- opus 15: John Gabriel Borkman
- opus 16: Die Nacht der Toten
- opus 17: Ingeborgs Klage
- opus 18: Vaarbrud en Drikkevise, twee stukjes voor piano
- opus 19: Sonate voor viool en piano
- opus 20: Poetiske tonebilleder
- opus 21: Musik til fem digte af Nils Collett Vogt's Septemberbrand
- opus 22: Pianoconcert
- opus 23: Sørgemarsch til minde om Johan Selmer
- opus 24: Symfonie nr. 2
- opus 25: Vioolconcert
- opus 26: Tanken
- opus 27: Bergmanden
- opus 28: Reformasjonskantate (Caspari)
- opus 29: Tre sange til tekster af Theodor Caspari
- opus 30: Ni digte af Cally Monrad
- opus 31: Pianokwintet

Zonder opus
- Humoreske for piano (Jensen)
- Wals voor orkest (Jensson)
- Fantasistykke for piano (Jensen)
- Po-fu galop (Jensen)
- Ridderpolka (Jensson)
- Walsen voor piano (onvoltooid)
- Sonate in bes voor piano (onvoltooid)
- Deilig er Jorden (uitgeschreven melodie)
- Berceuse, elegie en serenade voor viool en piano
- Strijkkwartet in d mineur (alleen eerste deel)
- Hvor Dovre og Dalarne møtes
- Du blege barneskare fra Luthers gamle land
- Det døende barn (onvoltooid lied)
- Sange af Theodor Kjerulf og Bjørnstjerne Bjørnson
- To sange til Elisabeth
- To sange af Klaus Groth og Bjørnstjerne Bjørnson
- Foraarsdigt
- Noorse mars (1887)
- en enkele onafgemaakte fragmenten/schetsen

- Bibsys: 90207102
- Bibliothèque nationale de France: cb148450991 (data)
- Gemeinsame Normdatei: 128880104
- International Standard Name Identifier: 0000 0000 7328 3145
- Library of Congress Control Number: no2003003797
- Nationale Bibliotheek van Letland: 000090634
- MusicBrainz: 36068dfc-2308-4230-b80e-1716cd1a7e9d
- Virtual International Authority File: 47825634
- WorldCat: E39PBJg8DPVXcyty3QYYKqTyh3